# Vexitomina metcalfei
Vexitomina metcalfei é uma espécie de gastrópode do gênero Vexitomina, pertencente a família Horaiclavidae.